# Langenleuba-Niederhain
Langenleuba-Niederhain é um município da Alemanha localizado no distrito de Altenburger Land, estado da Turíngia. Langenleuba-Niederhain é sede do Verwaltungsgemeinschaft de Wieratal.